# Hoffmaestro
Hoffmaestro (par la suite rebaptisé Hoffmaestro & Chraa) est un groupe suédois de ska, originaire de Stockholm.

## Histoire
Les onze membres de Hoffmaestro se rencontrent à Stockholm dans les années 1990, et écrivent leurs premières chansons, qui réunissaient les différentes origines musicales des membres du groupe. En 2005, ils sortent le film Stockholm Boogie, dont ils écrivent le scénario et la bande-son. La chanson titre du film est Desperado, un futur single du groupe. Au cours des années suivantes, deux EP sont publiés et la vidéo du single Young Dad, sorti en 2006, est nommée aux Grammis. En 2008, l'album The Storm est publié. Le single Highway Man du même album ne connait le succès qu'en 2010, mais atteint le statut de double disque de platine jusqu'en 2012.
Après avoir beaucoup tourné en 2009 et 2010, devenant le groupe suédois qui a le plus tourné en 2010, l'album Skank-a-Tronicpunkadelica sort en octobre 2010. En 2010, le premier album The Storm est également le troisième album le plus écouté en Suède sur Spotify, derrière les derniers albums de Lady Gaga et Eminem. 
Le 27 septembre 2019, ils se produisent à Kungsträdgården à Stockholm pendant les manifestations internationales pour le climat.

## Discographie

### Albums studio
- 2008 : The Storm (38e place des charts suédois[3])
- 2010 : Skank-a-Tronicpunkadelica (2e en Suède[4]) ( Or[5])
- 2014 : Hoffmaestro

### EP et singles
- 2005 : I'm Not Leaving Now (EP)
- 2006 : Young Dad (single)
- 2007 : Desperado (single, avec Chraa)
- 2009 : Ibracadabra (single, avec Chraa)
- 2010 : Highway Man (single, avec Chraa)